# Paraguay az 1988. évi nyári olimpiai játékokon
Paraguay a dél-koreai Szöulban megrendezett 1988. évi nyári olimpiai játékok egyik részt vevő nemzete volt. Az országot az olimpián 5 sportágban 10 sportoló képviselte, akik érmet nem szereztek.

## Atlétika
Férfi
| Versenyző       | Versenyszám    | Előfutam | Előfutam | Előfutam | Negyeddöntő | Negyeddöntő | Negyeddöntő | Elődöntő | Elődöntő | Elődöntő | Döntő   | Döntő    |
| Versenyző       | Versenyszám    | Idő      | Hely.    | Össz.    | Idő         | Hely.       | Össz.       | Idő      | Hely.    | Össz.    | Idő     | Helyezés |
| --------------- | -------------- | -------- | -------- | -------- | ----------- | ----------- | ----------- | -------- | -------- | -------- | ------- | -------- |
| Porfirio Méndez | 800 m          | 1:50,72  | 6.       | 47.      | kiesett     | kiesett     | kiesett     | kiesett  | kiesett  | kiesett  | kiesett | kiesett  |
| Ramón López     | 1500 m         | 3:53,31  | 12.      | 47.      |             |             |             | kiesett  | kiesett  | kiesett  | kiesett | kiesett  |
| Ramón López     | 3000 m akadály | 8:56,06  | 9.       | 26.      |             |             |             | 8:52,62  | 13.      | 25.      | kiesett | kiesett  |

| Versenyző           | Versenyszám   | Selejtező | Selejtező | Döntő    | Döntő    |
| Versenyző           | Versenyszám   | Eredmény  | Helyezés  | Eredmény | Helyezés |
| ------------------- | ------------- | --------- | --------- | -------- | -------- |
| Ramón Jiménez-Gaona | Diszkoszvetés | 50,90 m   | 24.       | kiesett  | kiesett  |

## Cselgáncs
| Versenyző        | Versenyszám | Csoport | Selejtező                    | 32-es főtábla               | Nyolcaddöntő                  | Negyeddöntő       | Elődöntő          | Vigaszág nyolcaddöntő | Vigaszág negyeddöntő | Vigaszág elődöntő | Bronz- mérkőzés   | Döntő             | Helyezés |
| Versenyző        | Versenyszám | Csoport | Ellenfél Eredmény            | Ellenfél Eredmény           | Ellenfél Eredmény             | Ellenfél Eredmény | Ellenfél Eredmény | Ellenfél Eredmény     | Ellenfél Eredmény    | Ellenfél Eredmény | Ellenfél Eredmény | Ellenfél Eredmény | Helyezés |
| ---------------- | ----------- | ------- | ---------------------------- | --------------------------- | ----------------------------- | ----------------- | ----------------- | --------------------- | -------------------- | ----------------- | ----------------- | ----------------- | -------- |
| Vicente Céspedes | Harmatsúly  | A       | John Bogie (KEN) · 0014–0000 | Leo Sarti (SMR) · 0211–0001 | Pepi Reiter (AUT) · 0000–1000 | kiesett           | kiesett           |                       |                      |                   |                   |                   | 14.      |

## Ökölvívás
| Versenyző       | Versenyszám  | Selejtező                        | 32-es főtábla              | Nyolcaddöntő      | Negyeddöntő       | Elődöntő          | Döntő             | Helyezés |
| Versenyző       | Versenyszám  | Ellenfél Eredmény                | Ellenfél Eredmény          | Ellenfél Eredmény | Ellenfél Eredmény | Ellenfél Eredmény | Ellenfél Eredmény | Helyezés |
| --------------- | ------------ | -------------------------------- | -------------------------- | ----------------- | ----------------- | ----------------- | ----------------- | -------- |
| Sixto Vera      | Légsúly      | Bishnu Bahadur Singh (NEP) · 0:5 | kiesett                    | kiesett           | kiesett           | kiesett           | kiesett           | 33.      |
| Miguel González | Kisváltósúly | erőnyerő                         | Grahame Cheney (AUS) · RSC | kiesett           | kiesett           | kiesett           | kiesett           | 17.      |

RSC – a mérkőzésvezető megállította a mérkőzést

## Tenisz
Férfi
| Versenyző                     | Versenyszám | 64-es főtábla                           | 32-es főtábla                                                      | Nyolcaddöntő      | Negyeddöntő       | Elődöntő          | Döntő             | Helyezés |
| Versenyző                     | Versenyszám | Ellenfél Eredmény                       | Ellenfél Eredmény                                                  | Ellenfél Eredmény | Ellenfél Eredmény | Ellenfél Eredmény | Ellenfél Eredmény | Helyezés |
| ----------------------------- | ----------- | --------------------------------------- | ------------------------------------------------------------------ | ----------------- | ----------------- | ----------------- | ----------------- | -------- |
| Víctor Caballero              | Egyes       | Zeeshan Ali (IND) · 3–6, 2–6, 4–6       | kiesett                                                            | kiesett           | kiesett           | kiesett           | kiesett           | 33.      |
| Hugo Chapacú                  | Egyes       | Andrej Cserkaszov (URS) · 0–6, 0–6, 1–6 | kiesett                                                            | kiesett           | kiesett           | kiesett           | kiesett           | 33.      |
| Víctor Caballero Hugo Chapacú | Páros       |                                         | Zimbabwe (ZIM) · Phillip Tuckniss · Mark Gurr · 6–4, 3–6, 3–6, 1–6 | kiesett           | kiesett           | kiesett           | kiesett           | 17.      |

## Vívás
Férfi
| Versenyző       | Versenyszám       | Selejtező | Selejtező | Selejtező         | Selejtező | Selejtező         | Selejtező | Főtábla           | Főtábla           | Főtábla           | Vigaszág          | Vigaszág          | Vigaszág          | Vigaszág          | Negyeddöntő       | Elődöntő          | Döntő             | Helyezés |
| Versenyző       | Versenyszám       | 1. kör | 1. kör    | 2. kör            | 2. kör    | 3. kör            | 3. kör    | 1. kör            | 2. kör            | 3. kör            | 1. kör            | 2. kör            | 3. kör            | 4. kör            | Negyeddöntő       | Elődöntő          | Döntő             | Helyezés |
| Versenyző       | Versenyszám       | Ellenfél Eredmény | Hely.     | Ellenfél Eredmény | Hely.     | Ellenfél Eredmény | Hely.     | Ellenfél Eredmény | Ellenfél Eredmény | Ellenfél Eredmény | Ellenfél Eredmény | Ellenfél Eredmény | Ellenfél Eredmény | Ellenfél Eredmény | Ellenfél Eredmény | Ellenfél Eredmény | Ellenfél Eredmény | Helyezés |
| --------------- | ----------------- | --- | --------- | ----------------- | --------- | ----------------- | --------- | ----------------- | ----------------- | ----------------- | ----------------- | ----------------- | ----------------- | ----------------- | ----------------- | ----------------- | ----------------- | -------- |
| Pedro Cornet    | Tőr, egyéni       | 5. csoport · Kim Szungphjo (Kim Seung-Pyo) (KOR) · 1–5 · Ahmed Mohamed (EGY) · 0–5 · Mike Marx (USA) · 0–5 · Jens Howe (GDR) · 4–5 · Mauro Numa (ITA) · 0–5 | 6.        | kiesett           | kiesett   | kiesett           | kiesett   | kiesett           | kiesett           | kiesett           | kiesett           | kiesett           | kiesett           | kiesett           | kiesett           | kiesett           | kiesett           | 66.      |
| Alfredo Bogarín | Párbajtőr, egyéni | 15. csoport · José Bandeira (POR) · 3–5 · Cezary Siess (POL) · 3–5 · Rafael di Tella (ARG) · 1–5 · Arwin Kardolus (NED) · 2–5 · Arnd Schmitt (FRG) · 0–5    | 6.        | kiesett           | kiesett   | kiesett           | kiesett   | kiesett           | kiesett           | kiesett           | kiesett           | kiesett           | kiesett           | kiesett           | kiesett           | kiesett           | kiesett           | 79.      |